# Rain Tree Crow
Rain Tree Crow fue el proyecto musical que en 1989 reunió a los miembros de Japan, exceptuando a Rob Dean, y que duró tan sólo 2 años debido a las diferencias entre David Sylvian y los demás miembros. El álbum que lanzaron y que tiene el nombre del proyecto, es más experimental y tiene un parecido a los proyectos solistas de Sylvian. Virgin lo realizó en 1991 y reeditó en CD en el 2003 y 2006.
Miembros del proyecto:
- David Sylvian
- Steve Jansen
- Mick Karn
- Richard Barbieri

Otros músicos:
- Bill Nelson
- Phil Palmer
- Djene Doumbouya
- Djanka Djabate
- Michael Brook
- Brian Gascoigne

## Contenido del álbum
- 1. Big Wheels In Shanty Town
- 2. Every Colour You Are
- 3. Rain Tree Crow
- 4. Red Earth (As Summertime Ends)
- 5. Pocket Full Of Change
- 6. Boat's For Burning
- 7. New Moon At Red Deer Wallow
- 8. Blackwater
- 9. Reassuringly Dull Sunday
- 10. Blackcrow Hits Shoe Shine City
- 11. Scratchings On The Bible Belt
- 12. Cries And Whispers
- 13. I Drink To Forget

- Datos: Q1107758